# Malmgreniella darbouxi
Malmgreniella darbouxi är en ringmaskart som beskrevs av Pettibone 1993. Malmgreniella darbouxi ingår i släktet Malmgreniella och familjen Polynoidae. Arten har ej påträffats i Sverige. Inga underarter finns listade i Catalogue of Life.